# Hashioki

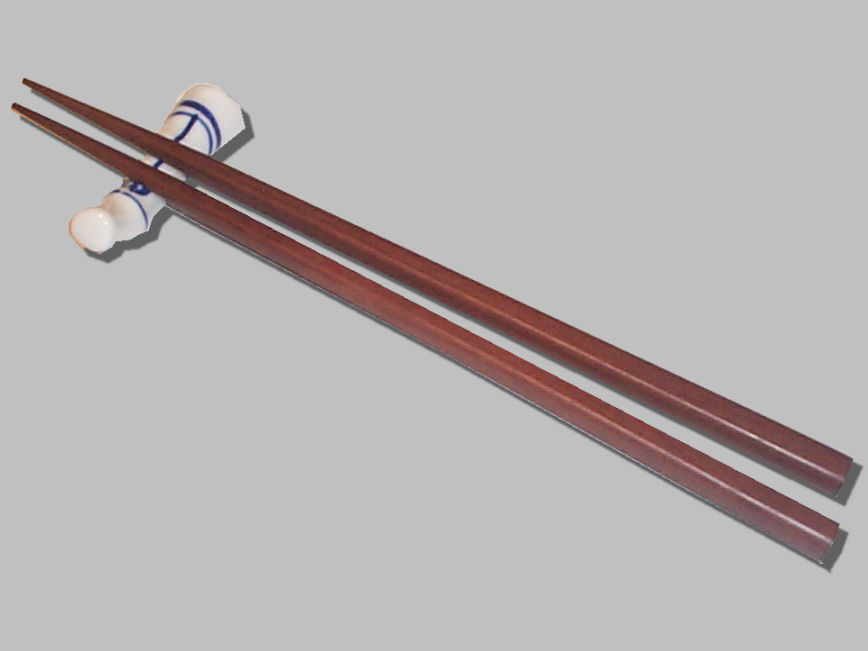
Palillos reposando sobre un Hashioki.

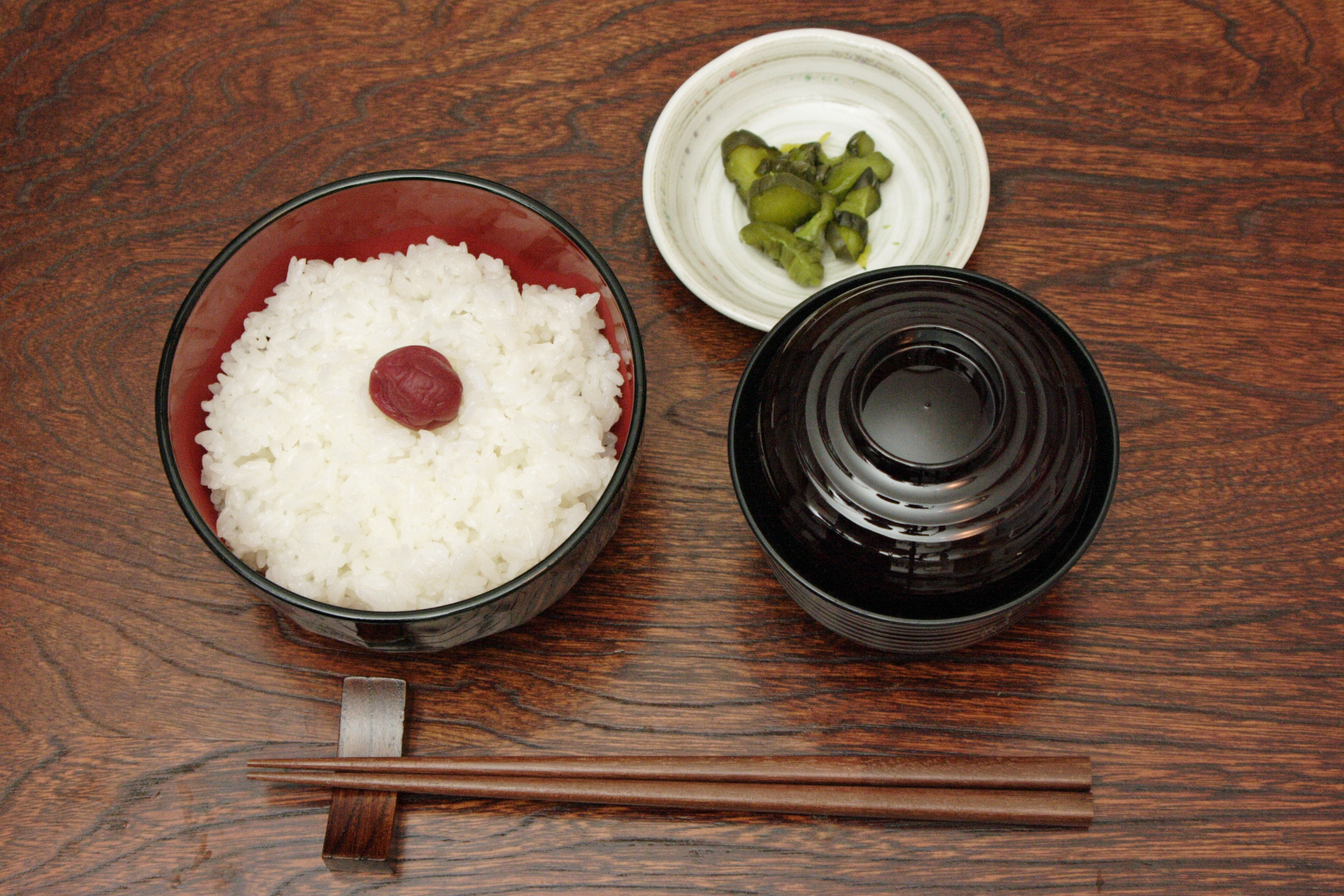
Composición típica de un plato japonés.

Hashioki (箸置き?   , lit. ‘soporte de palillos’) es un soporte de los palillos muy tradicional en la cocina japonesa. Previene al mismo tiempo que se contaminen los palillos y que rueden por la mesa. 

## Elaboración
Suelen estar elaborados de diferentes materiales como madera, cerámica, vidrio, e incluso los más exclusivos se elaboran de jade. Existen formas ingeniosas de elaborarlos mediante recortes de papel, al estilo origami.

## Disposición sobre la mesa
En Japón, los hashioki se emplean generalmente en las cenas formales y se colocan de frente y a la izquierda del cuenco. Los palillos se colocan en paralelo al borde de la mesa con las puntas mirando a la izquierda.